# Tit Korżykow
Tit Michajłowicz Korżykow (ros. Тит Михайлович Коржиков, ur. 7 września 1896 we wsi Podmonastyrskaja Słobodka w guberni czernihowskiej, zm. 26 maja 1937) – radziecki działacz partyjny i państwowy.

## Życiorys
Miał wykształcenie wyższe. W 1917 wstąpił do SDPRR(b), 2 lipca 1919 został przewodniczącym czernihowskiego gubernialnego komitetu obrony, od 9 maja do 12 lipca 1920 był przewodniczącym czernihowskiego gubernialnego komitetu rewolucyjnego, następnie przewodniczącym Komitetu Wykonawczego Czernihowskiej Rady Gubernialnej. Od 1921 był przewodniczącym donieckiej gubernialnej rady związków zawodowych, potem do 1925 instruktorem Wydziału Organizacyjnego KC KP(b)U, a 1926-1928 przewodniczącym Komitetu Wykonawczego Melitopolskiej Rady Okręgowej. W latach 1928–1930 był przewodniczącym Komitetu Wykonawczego Ałmaackiej Rady Okręgowej, później pracownikiem instytucji radzieckich i gospodarczych, w tym do lutego 1937 szefem zakładu budowlanego "Karbolit" w Oriechowie-Zujewie. 17 lutego 1937 został aresztowany podczas wielkiej czystki, 26 maja 1937 skazany na śmierć przez Wojskowe Kolegium Sądu Najwyższego ZSRR pod zarzutem udziału w kontrrewolucyjnej organizacji terrorystycznej i rozstrzelany. Jego prochy złożono na Cmentarzu Dońskim. 14 kwietnia 1956 pośmiertnie go zrehabilitowano.